# Kota
Pour les articles ayant des titres homophones, voir Cota et Cottat.
Pour les articles homonymes, voir Kota (homonymie).

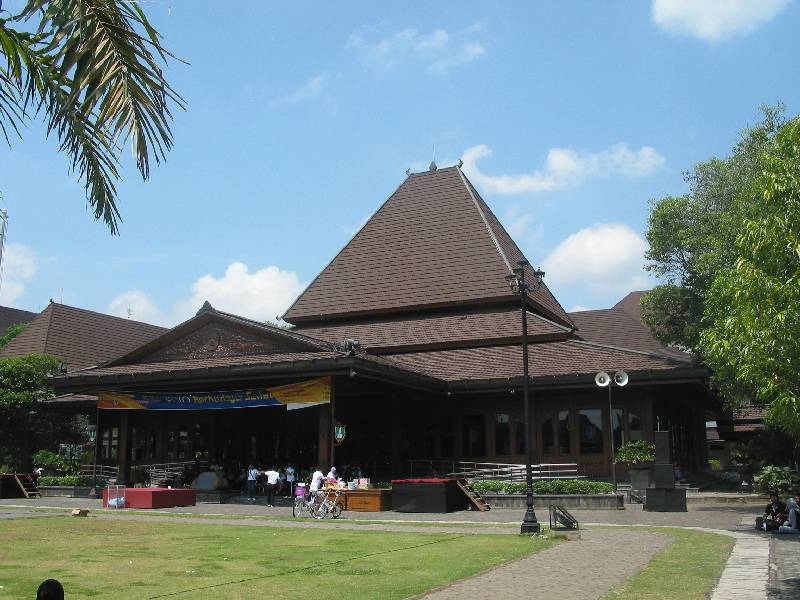
La balaikota ou mairie de Surakarta dans la province de Java central

La kota (« ville » en indonésien) est une division administrative de deuxième niveau de l'Indonésie. Elle est dirigée par un walikota ou maire, élu au suffrage direct. Elle possède également un parlement municipal élu.
En 2016, l'Indonésie compte quatre-vingt-treize kota, plus les cinq kota administratifs de Jakarta.
Le mot vient d'un mot sanskrit qui signifie « forteresse ».
Dans la province d'Aceh, la kota s'appelle officiellement banda, qui vient du mot persan bandar.
L'autre subdivision de deuxième niveau est le kabupaten ou département.